# سانلوری
سانلوری (به ایتالیایی: Sanluri) یک کومونه در ایتالیا است که در استان مدیو کامپیدانو واقع شده‌است.

## خصوصیات
سانلوری ۸۴٫۱۶ کیلومترمربع مساحت و ۹٬۰۱۴ نفر جمعیت دارد و ۶۳۳ متر بالاتر از سطح دریا واقع شده‌است.